# トーシス新潟
株式会社トーシス新潟（トーシスにいがた）は、新潟県新潟市西区に本社を置く、新潟県を中心とする情報通信工事事業、電気設備工事事業を行う企業である。長野県長野市に本社を置くTOSYSの子会社。

## 沿革
- 1972年 4月 有限会社高橋電業を設立。
- 1990年 2月 株式会社高橋電業に組織変更。
- 1990年 4月 株式会社高電に社名変更。
- 1998年 7月 北越通信工事株式会社と合併し、現在の社名に変更。
- 2003年10月 信越電電株式会社を吸収合併。
- 2005年10月 東シス緑化株式会社を吸収合併。
- 2013年 4月 株式会社トーシスアクティスを吸収合併。